# Blanco White (Musiker)
Josh Edwards (* 21. September 1991), bekannt als Blanco White, ist ein britischer Singer-Songwriter und Gitarrist aus London, England.

## Leben und Karriere
Aufgewachsen in London und Südwales, bereiste Edwards mit seiner Familie im Alter von 10 Jahren für ein Jahr Süd- und Mittelamerika. Durch diese Erfahrung geprägt, entwickelte er eine Leidenschaft für spanische Sprache und Musik. Später studierte er an der Universität die spanische Sprache und reiste durch Andalusien. Dort traf er den Flamenco-Gitarristen Nono Garcia, der schließlich sein Lehrer wurde. In Bolivien vertiefte er während eines viermonatigen Aufenthaltes sein Wissen über traditionelle andische Musik und lernte Charango zu spielen. 2014 begann Edwards unter dem Künstlernamen Blanco White, benannt nach dem spanischen Schriftsteller José Maria Blanco White, sein Solo-Projekt als Singer-Songwriter.
Seine Musik ist durch eine Mischung seiner britischen Wurzeln und andalusischer und südamerikanischer Einflüsse gekennzeichnet. So prägt auch der Charango den Klang und Charakter vieler Songs. 2016 unterzeichnete er bei dem Label Yucatan Records und veröffentlichte seitdem eine Reihe von EPs sowie mit On the Other Side (2020) sein Debütalbum.
Seit 2016 tourt er außerdem in Europa und den USA; dabei wurde er 2018 in Hamburg für den Anchor - Reeperbahn Festival International Music Award nominiert.

## Diskografie

### Studioalben
- 2020: On the Other Side
- 2023: Tarifa

### EPs
- 2016: The Wind Rose
- 2017: Colder Heavens
- 2018: Nocturne
- 2023: Time Can Prove You Wrong

### Singles
- 2017: Colder Heavens (Acoustic Version)
- 2019: On The Other Side
- 2019: Papillon
- 2019: Desert Days
- 2020: Samara
- 2020: Mano a Mano
- 2021: Eyes Wide Open (From "North Star")
- 2022: Time Can Prove You Wrong
- 2022: Treasure I Once Held
- 2023: Sail On By
- 2023: Tarifa
- 2023: Silver Beaches
- 2023: Una Noche Más
- 2024: Tarifa (Gold Panda Remix)
- 2024: Tarifa (Acoustic)

## Preise und Nominierungen
| Jahr | Preis                                                  | Ergebnis  |
| ---- | ------------------------------------------------------ | --------- |
| 2018 | Anchor - Reeperbahn Festival International Music Award | Nominiert |